# 水野夕貴
水野 夕貴（みずの ゆうき、1974年6月6日 - ）は、日本の元AV女優。
東京都出身。身長：160cm。スリーサイズ：B83・W57・H83。血液型：A型。

## 人物
- 1993年7月にデビュー。
- 1994年1月に引退した。
- 趣味：レコード集め

## 作品

### ビデオ
- 僕の輝り（1993年7月30日、VIP）
- 僕の輝り2 - 今夜も君で眠れない - （1993年8月13日、VIP）
- 赤裸々FUCK - 脈打つように感じたい - （1993年9月10日、VIP）
- 真夜中のウェイトレス（1993年10月、VIP）
- 若奥様のむき出し甘栗（1993年11月13日、VIP）
- 出血大制服20（1993年12月24日、VIP）

### 写真集
- 水野夕貴写真集「お姉さんの寝室」（会田我路/撮影、マドンナ社、1994年1月）